# 八達樓子

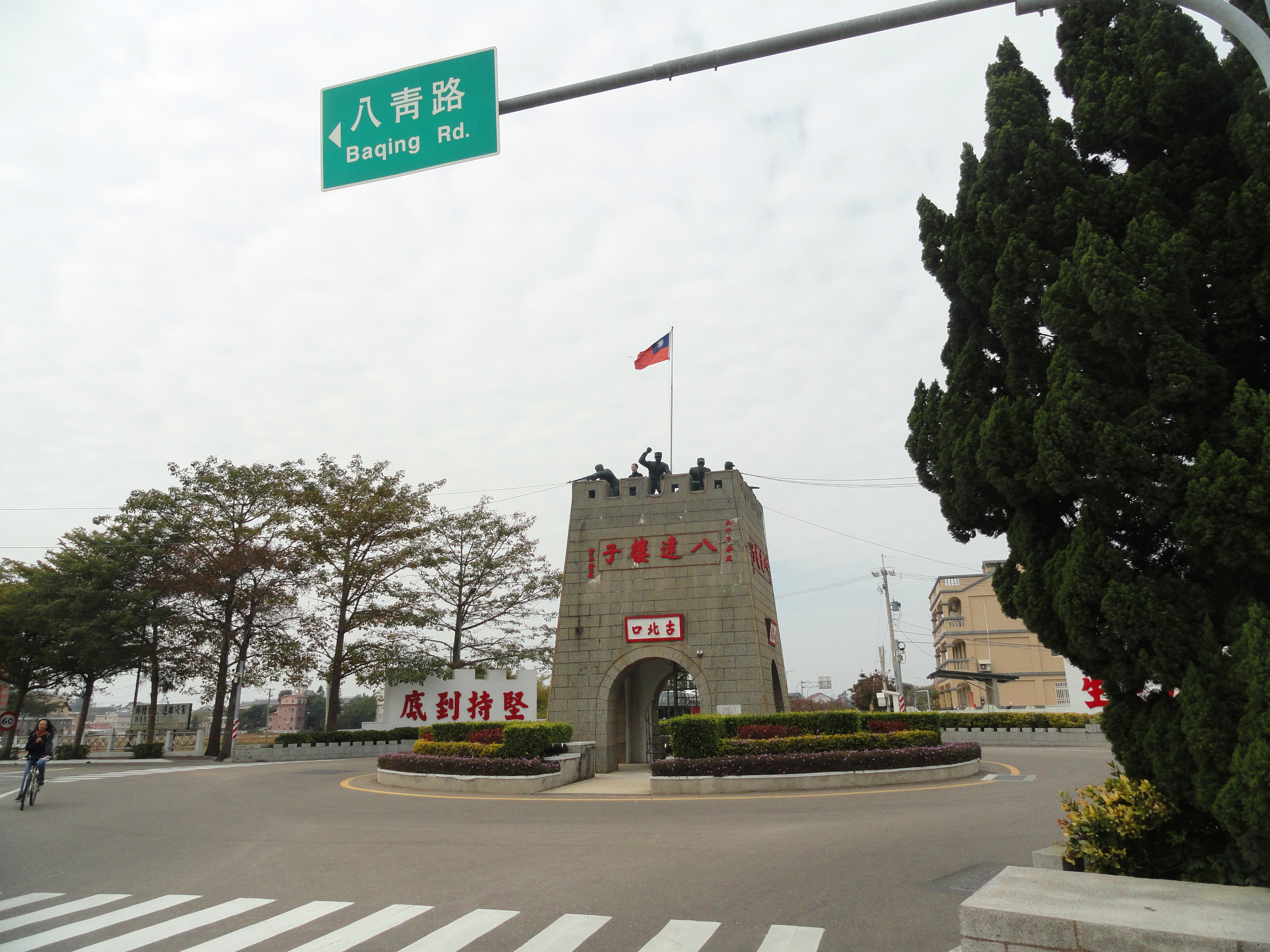
八達樓子

八達樓子位於中華民國金門縣烈嶼鄉西宅社區前，九井路與八青路交會的圓環中，為一座仿城堡的方形碉樓式建築，樓頂塑有7座士兵雕像，為紀念1933年抗日戰爭「長城戰役」，戍守長城八達嶺古北口，國軍第25師第145團步兵一班壯烈犧牲之7名官兵。1966年，長城部隊進駐烈嶼，特仿建當年長城八達樓子，並塑抗日七勇士像。